# Atalanta Bergamasca Calcio 1966-1967
Questa pagina raccoglie i dati riguardanti l'Atalanta Bergamasca Calcio nelle competizioni ufficiali della stagione 1966-1967.

## Stagione
Nella stagione 1966-1967 l'Atalanta disputa il campionato di Serie A, ottiene 31 punti piazzandosi in undicesima posizione di classifica, lo scudetto tricolore è stato vinto dalla Juventus con 49 punti, secondo ad un solo punto l'Inter, retrocedono in Serie B la Lazio, il Foggia, il Venezia ed il Lecco.
All'inizio del torneo si verifica la trasformazione delle società in società per azioni, situazione che non trova d'accordo il dirigente Luigi Tentorio, che lascia l'incarico dopo numerosi anni. La squadra bergamasca riesce a conquistare la salvezza, ottenuta a tre giornate dal termine del torneo. Con sette reti in campionato il miglior realizzatore stagionale è Giuseppe Savoldi. In Coppa Italia il cammino dei nerazzurri si interrompe al primo turno, a causa della sconfitta contro il Varese.

## Organigramma societario
Area direttiva
- Presidente: Attilio Vicentini

Area organizzativa
- Segretario generale: Emilio Pezzotta

Area tecnica
- Allenatore: Stefano Angeleri

## Rosa
| N. |                   | Ruolo | Calciatore           |
| -- | ----------------- | ----- | -------------------- |
|    | Italia (bandiera) | P     | Zaccaria Cometti     |
|    | Italia (bandiera) | P     | Alfredo Paolicchi    |
|    | Italia (bandiera) | P     | Giuseppe Valsecchi   |
|    | Italia (bandiera) | D     | Giancarlo Cella      |
|    | Italia (bandiera) | D     | Piero Gardoni        |
|    | Italia (bandiera) | D     | Gianpietro Marchetti |
|    | Italia (bandiera) | D     | Franco Nodari        |
|    | Italia (bandiera) | D     | Alfredo Pesenti      |
|    | Italia (bandiera) | D     | Luciano Poppi        |
|    | Italia (bandiera) | C     | Luigi Milan          |

| N. |                        | Ruolo | Calciatore         |
| -- | ---------------------- | ----- | ------------------ |
|    | Italia (bandiera)      | C     | Ambrogio Pelagalli |
|    | Italia (bandiera)      | C     | Elvio Salvori      |
|    | Italia (bandiera)      | C     | Paolo Signorelli   |
|    | Italia (bandiera)      | C     | Giorgio Veneri     |
|    | Italia (bandiera)      | A     | Giancarlo Danova   |
|    | Italia (bandiera)      | A     | Lucio Dell'Angelo  |
|    | Inghilterra (bandiera) | A     | Gerry Hitchens     |
|    | Italia (bandiera)      | A     | Enrico Nova        |
|    | Italia (bandiera)      | A     | Giuseppe Savoldi   |

## Risultati

### Serie A

#### Girone di andata
| Arbitro: | Bernardis (Trieste) |

|  |           |                            |
|  | Marcatori | 39’ Cinesinho 63’ Leoncini |

| Arbitro: | Vitullo (Roma) |

|                |           |            |
| F. Mazzola 63’ | Marcatori | 24’ Danova |

| Arbitro: | Angonese (Mestre) |

|  |           |                                                          |
|  | Marcatori | 52’, 70’ S. Mazzola 59’, 87’ Domenghini 86’ (aut.) Poppi |

| Arbitro: | Di Tonno (Lecce) |

|             |           |                                        |
| Morrone 13’ | Marcatori | 12’ Pelagalli 48’ Savoldi I 53’ Danova |

| Arbitro: | Sbardella (Roma) |

|             |           |            |
| Salvori 72’ | Marcatori | 29’ Sivori |

| Arbitro: | D'Agostini (Roma) |

|  |           |            |
|  | Marcatori | 43’ Muzzio |

| Lecco 6 novembre 1966 7ª giornata | Lecco            | 0 – 0 | Atalanta | Stadio Mario Rigamonti\| Arbitro: \| Sbardella (Roma) \| |
| Arbitro:                          | Sbardella (Roma) |       |          |                                                          |

| Arbitro: | Marengo (Chiavari) |

|          |           |                                 |
| Gori 57’ | Marcatori | 16’ Danova 70’ (rig.) Pelagalli |

| Arbitro: | Varazzani (Parma) |

|                    |           |              |
| Savoldi I 44’, 56’ | Marcatori | 81’ D'Alessi |

| Arbitro: | Sbardella (Roma) |

|                                                             |           |              |
| Fossati 6’ Combin 8’ Ferrini 13’ Meroni 19’, 67’ Simoni 57’ | Marcatori | 50’ Hitchens |

| Arbitro: | Bernardis (Trieste) |

|                                   |           |                                                    |
| Hitchens 19’ Pelagalli 41’ (rig.) | Marcatori | 6’ Colausig 34’ Barison 43’ (aut.) Poppi 76’ Peirò |

| Milano 18 dicembre 1966 12ª giornata | Milan          | 0 – 0 | Atalanta | Stadio San Siro\| Arbitro: \| Vitullo (Roma) \| |
| Arbitro:                             | Vitullo (Roma) |       |          |                                                 |

| Arbitro: | Monti (Ancona) |

|            |           |  |
| Danova 52’ | Marcatori |  |

| Arbitro: | D'Agostini (Roma) |

|                                     |           |               |
| Poppi 5’ (aut.) Boninsegna 20’, 55’ | Marcatori | 76’ Savoldi I |

| Bergamo 8 gennaio 1967 15ª giornata | Atalanta         | 0 – 0 | Fiorentina | Stadio Comunale\| Arbitro: \| Gonella (Torino) \| |
| Arbitro:                            | Gonella (Torino) |       |            |                                                   |

| Mantova 15 gennaio 1967 16ª giornata | Mantova            | 0 – 0 | Atalanta | Stadio Danilo Martelli\| Arbitro: \| Carminati (Milano) \| |
| Arbitro:                             | Carminati (Milano) |       |          |                                                            |

| Arbitro: | Palazzo (Palermo) |

|                            |           |  |
| Pelagalli 55’ Hitchens 65’ | Marcatori |  |

#### Girone di ritorno
| Torino 29 gennaio 1967 18ª giornata | Juventus            | 0 – 0 | Atalanta | Stadio Comunale\| Arbitro: \| Francescon (Padova) \| |
| Arbitro:                            | Francescon (Padova) |       |          |                                                      |

| Arbitro: | Monti (Ancona) |

|           |           |  |
| Milan 69’ | Marcatori |  |

| Arbitro: | Bernardis (Trieste) |

|                                      |           |  |
| S. Mazzola 21’ (rig.) Cappellini 77’ | Marcatori |  |

| Arbitro: | Bigi (Padova) |

|                          |           |  |
| Nova 5’, 24’ Hitcens 53’ | Marcatori |  |

| Arbitro: | Toselli (Cormons) |

|                      |           |  |
| Bean 3’ Cané 6’, 89’ | Marcatori |  |

| Arbitro: | Acernese (Roma) |

|           |           |  |
| Massei 4’ | Marcatori |  |

| Arbitro: | Bigi (Padova) |

|              |           |  |
| Savoldi I 4’ | Marcatori |  |

| Bergamo 19 marzo 1967 25ª giornata | Atalanta        | 0 – 0 | Lanerossi Vicenza | Stadio Comunale\| Arbitro: \| Genel (Trieste) \| |
| Arbitro:                           | Genel (Trieste) |       |                   |                                                  |

| Brescia 2 aprile 1967 26ª giornata | Brescia             | 0 – 0 | Atalanta | Stadio Mario Rigamonti\| Arbitro: \| Bernardis (Trieste) \| |
| Arbitro:                           | Bernardis (Trieste) |       |          |                                                             |

| Arbitro: | Varazzani (Parma) |

|               |           |            |
| Savoldi I 20’ | Marcatori | 29’ Meroni |

| Arbitro: | Marengo (Chiavari) |

|                                 |           |                     |
| Schutz 58’ Peirò 67’ Sirena 89’ | Marcatori | 5’ Danova 15’ Poppi |

| Bergamo 23 aprile 1967 29ª giornata | Atalanta       | 0 – 0 | Milan | Stadio Comunale\| Arbitro: \| Monti (Ancona) \| |
| Arbitro:                            | Monti (Ancona) |       |       |                                                 |

| Arbitro: | De Marchi (Pordenone) |

|                             |           |           |
| Pascutti 11’ Bulgarelli 67’ | Marcatori | 13’ Milan |

| Arbitro: | Bigi (Padova) |

|           |           |  |
| Danova 9’ | Marcatori |  |

| Arbitro: | Picasso (Chiavari) |

|           |           |             |
| Hamrin 7’ | Marcatori | 88’ Salvori |

| Bergamo 21 maggio 1967 33ª giornata | Atalanta        | 0 – 0 | Mantova | Stadio Comunale\| Arbitro: \| Genel (Trieste) \| |
| Arbitro:                            | Genel (Trieste) |       |         |                                                  |

| Arbitro: | Fiduccia (Marsala) |

|                                             |           |               |
| Traspedini 32’ Urban 64’ Micheli 88’ (rig.) | Marcatori | 48’ Savoldi I |

### Coppa Italia
| Arbitro: | Vacchini (Milano) |

|                                               |           |           |
| Gioia 8’ Leonardi 15’ Stevan 58’ Anastasi 70’ | Marcatori | 84’ Milan |

## Statistiche

### Statistiche di squadra
| Competizione | Punti | In casa | In casa | In casa | In casa | In casa | In casa | In trasferta | In trasferta | In trasferta | In trasferta | In trasferta | In trasferta | Totale | Totale | Totale | Totale | Totale | Totale | DR  |
| Competizione | Punti | G       | V       | N       | P       | Gf      | Gs      | G            | V            | N            | P            | Gf           | Gs           | G      | V      | N      | P      | Gf     | Gs     | DR  |
| ------------ | ----- | ------- | ------- | ------- | ------- | ------- | ------- | ------------ | ------------ | ------------ | ------------ | ------------ | ------------ | ------ | ------ | ------ | ------ | ------ | ------ | --- |
| Serie A      | 31    | 17      | 7       | 6       | 4       | 15      | 15      | 17           | 2            | 7            | 8            | 13           | 28           | 34     | 9      | 13     | 12     | 28     | 43     | -15 |
| Coppa Italia |       | 0       | 0       | 0       | 0       | 0       | 0       | 1            | 0            | 0            | 1            | 1            | 4            | 1      | 0      | 0      | 1      | 1      | 4      | -3  |

### Statistiche dei giocatori
| Giocatore      | Serie A  | Serie A | Coppa Italia | Coppa Italia | Totale   | Totale |
| Giocatore      | Presenze | Reti    | Presenze     | Reti         | Presenze | Reti   |
| -------------- | -------- | ------- | ------------ | ------------ | -------- | ------ |
| G. Cella       | 23       | 0       | 0            | 0            | 23       | 0      |
| Z. Cometti     | 31       | 0       | 1            | 0            | 32       | 0      |
| G. Danova      | 28       | 6       | 1            | 0            | 29       | 6      |
| L. Dell'Angelo | 25       | 0       | 0            | 0            | 25       | 0      |
| P. Gardoni     | 19       | 0       | 1            | 0            | 20       | 0      |
| G. Hitchens    | 25       | 4       | 1            | 0            | 26       | 4      |
| G. Marchetti   | 1        | 0       | 0            | 0            | 1        | 0      |
| L. Milan       | 18       | 2       | 1            | 1            | 19       | 3      |
| F. Nodari      | 28       | 0       | 1            | 0            | 29       | 0      |
| E. Nova        | 16       | 2       | 0            | 0            | 16       | 2      |
| A. Paolicchi   | 4        | 0       | 0            | 0            | 4        | 0      |
| A. Pelagalli   | 31       | 4       | 1            | 0            | 32       | 4      |
| A. Pesenti     | 30       | 0       | 1            | 0            | 31       | 0      |
| L. Poppi       | 16       | 1       | 1            | 0            | 17       | 1      |
| E. Salvori     | 25       | 3       | 0            | 0            | 25       | 3      |
| G. Savoldi     | 26       | 5       | 1            | 0            | 27       | 5      |
| P. Signorelli  | 25       | 0       | 1            | 0            | 26       | 0      |
| G. Valsecchi   | 0        | 0       | 0            | 0            | 0        | 0      |
| G. Veneri      | 4        | 0       | 1            | 0            | 5        | 0      |